# Timmiella anomala
Timmiella anomala là một loài Rêu trong họ Pottiaceae. Loài này được (Bruch & Schimp.) Limpr. miêu tả khoa học đầu tiên năm 1888.